# Kunio Shimizu
Pour les articles homonymes, voir Shimizu.
Kunio Shimizu (清水 邦夫, Shimizu Kunio), né le 17 novembre 1936 à Niigata, dans la préfecture de Niigata, et mort le 15 avril 2021, est un dramaturge japonais. Niigata est sa ville natale, située sur la mer du Japon. À l'Université de Tama des Beaux-Arts, Shimizu était un professeur au département des images en mouvement et des arts du spectacle.

## Carrière
Shimizu Kunio a grandi dans la préfecture de Niigata. Son père était policier. En tant qu'étudiant à l'Université Waseda située à Tokyo, Shimizu a écrit « Le signataire » en 1958 ainsi que « Demain, je mettrai des fleurs là-bas » en 1959. Ces pièces ont été produites en 1960 par Seihai, une compagnie de théâtre professionnelle. Après avoir terminé ses études à l'Université Waseda, Shimizu a travaillé chez Iwanami Film Productions, une entreprise de Tokyo. Là, il a écrit des scénarios pour des documentaires ainsi que des films de relations publiques. En 1965, il est devenu un dramaturge indépendant et a quitté la société. Quelque part vers 1968 Yukio Ninagawa a demandé à Shimizu d'écrire une pièce pour lui de diriger. À l'époque, Ninagawa était un acteur pour Seihai. Shimizu a écrit « Une telle frivolité sérieuse » pour Ninagawa à produire, cependant, même si Ninagawa voulait produire la pièce, le script a été rejeté. En raison de cet incident, Ninagawa et d'autres personnes qui travaillaient avec lui ont quitté Seihai. Ils ont créé une nouvelle compagnie qui s’appelait le Théâtre de populaire moderne (Gendaijin gekijō). À cette époque, il y a eu beaucoup de perturbations sociales. Des jeunes à travers le Japon de ce qu'on a appelé la nouvelle gauche ont commencé des réunions de discussion politique. Par conséquent, Shimizu a écrit des pièces de théâtre afin de donner une idée du point de vue des gens dont les demandes de réforme politique n'ont pas été satisfaites. Shimizu Kunio a épousé Matsumoto Noriko qui était une actrice. Ensemble, ils fondèrent un groupe d'artistes appelé Mokutōsha. Il a également créé le Théâtre de populaire moderne (Gendaijin gekijō) avec Ninagawa.
Shimizu est mort de sénilité le 15 avril 2021 à 12h46, il avait 84 ans,.

## Filmographie

### Comme réalisateur
- 1971 : Les Amoureux perdus (あらかじめ失われた恋人たちよ, Arakajime ushinawareta koibito tachi yo?) co-réalisé avec Sōichirō Tahara

### Comme scénariste
- 1971 : Les Amoureux perdus (あらかじめ失われた恋人たちよ, Arakajime ushinawareta koibito tachi yo?) co-réalisé avec Sōichirō Tahara
- 1974 : L'Assassinat de Ryōma (竜馬暗殺, Ryōma ansatsu?) de Kazuo Kuroki